# Les Récits de l'enseigne Stål
Les Récits de l'enseigne Stål (Fänrik Ståls sägner en suédois ; Vänrikki Stoolin tarinat en finnois) sont un recueil de poèmes épiques écrit par Johan Ludvig Runeberg, le poète national de la Finlande. Il décrit les événements de la guerre de Finlande (1808-1809), lutte défensive contre la Russie, et terminée en défaite.
Runeberg y chante les louanges d'hommes anonymes ayant courageusement défendu la mère patrie. Il a été publié en deux parties, en 1848, puis 1860. Le chant d'ouverture du premier chapitre est plus tard devenu l’hymne national finlandais.
Ils ont fait l'objet d'une adaptation au cinéma en 1910 sous le titre Fänrik Ståls sägner par Carl Engdahl, suivi d'un remake en 1925 par John W. Brunius.